# Ruget (okręg Vrancea)
Ruget – wieś w Rumunii, w okręgu Vrancea, w gminie Vidra. W 2011 roku liczyła 220
mieszkańców.